# Theresienmesse
De Missa in Bes (Hob. XXII:12), beter bekend als Theresienmesse of ook wel Theresiamis, is een mis gecomponeerd door Joseph Haydn voor het hof van Prins Nicolaas II Esterházy.
Haydn schreef in totaal 14 missen (zie Missen van Joseph Haydn); de Theresienmesse is de twaalfde mis die hij componeerde en is een van de zes zogenaamd grote - symfonische - missen die Haydn op latere leeftijd componeerde en die algemeen als een samenhangende collectie worden beschouwd. De Theresienmesse is veelvuldig geroemd als Haydns fraaist klinkende mis, sensualiteit verbindend met zorgvuldig doordachte verbintenissen tussen tekst en muziek, evenals gedetailleerd uitgewerkte compositorische structuren.
Van de zes late missen voor Eisenstadt zijn er twee eveneens in de toonaard Bes gecomponeerd: de Schöpfungsmesse en de Harmoniemesse.

## Naam en datering

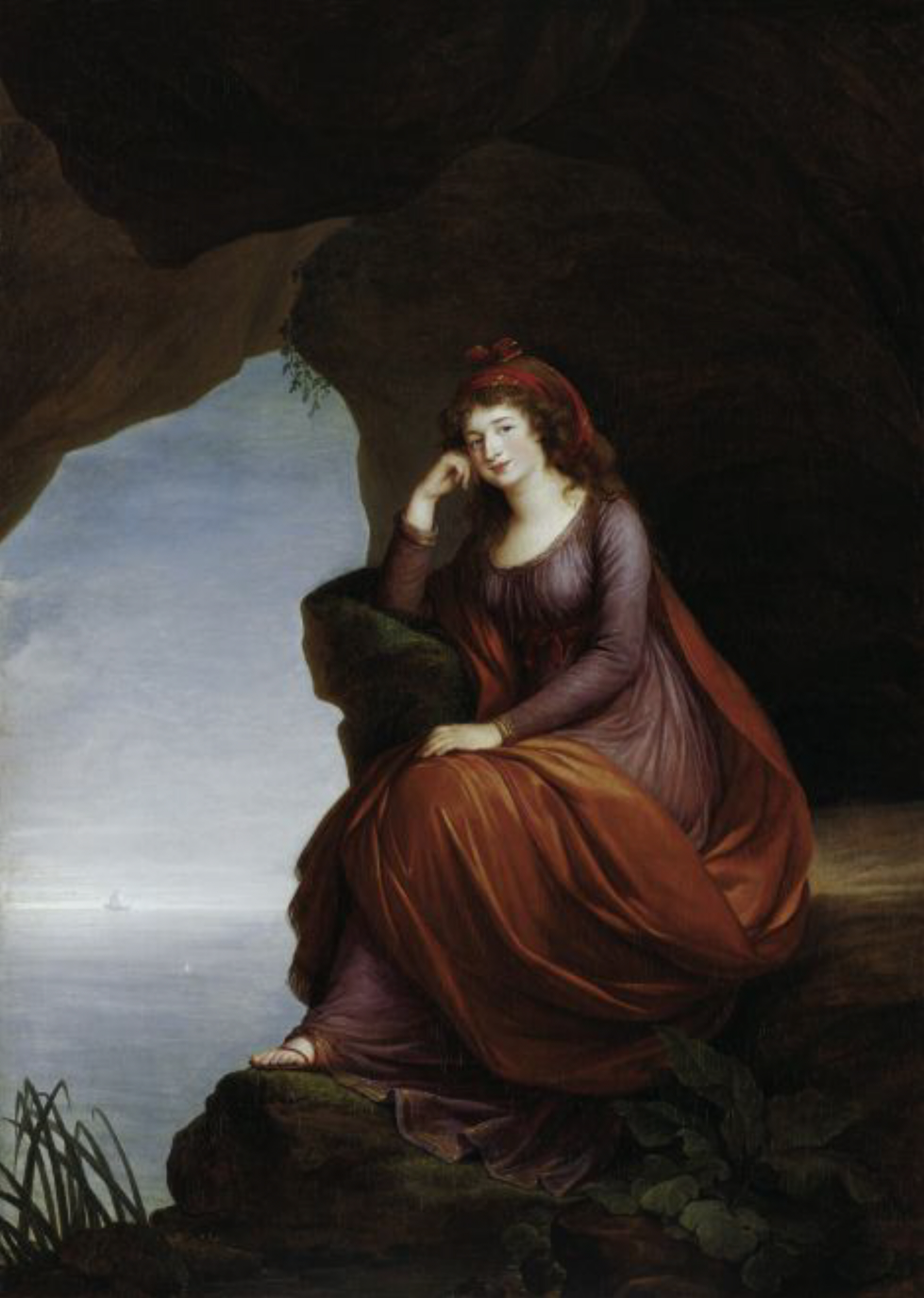
Maria Josepha Hermengilde Esterházy

De Oostenrijkse keizerin Maria Theresia, echtgenote van Frans II, was een groot liefhebber van Haydns muziek en verwierf de mis al snel voor haar bibliotheek. Bij een uitvoering in de Weense hofkapel in mei 1800 zong de keizerin de sopraansolo. Dit heeft ertoe geleid dat lang is gedacht dat Haydn het werk voor de keizerin schreef; dit leidde uiteindelijk tot de misleidende bijnaam.
Degeen voor wie Haydn de mis in werkelijkheid schreef was prinses Maria Josepha Hermengilde Esterházy, de echtgenote van prins Nicolaas II Esterházy. Haydn schreef deze mis, maar ook de vijf andere grote missen, voor uitvoering op of rond haar naamdag. De Theresienmesse schreef Haydn in 1799; bekend is dat de feestelijkheden rond de naamdag van de prinses plaatsvonden op zaterdag 7 en zondag 8 september van dat jaar. Als de normale praktijk is gevolgd, moet de mis zijn uitgevoerd in de Bergkirche in Eisenstadt op de zondagmorgen van 8 september.
De bijnaam Theresienmesse is niet alleen verwarrend omdat de mis in werkelijkheid aan een ander persoon was opgedragen, maar ook omdat Haydns broer Michael twee jaar later een mis schreef voor keizerin Maria Theresia, de Missa Sancti Theresia.

## Compositie[8]
Haydn schreef zijn missen meestal voor zangkwartet (sopraan, alt, tenor en bas) plus koor, met een afwisseling van enkel en volledig ingezette stemmen. Het orkest voor deze mis bestaat uit klarinetten (in plaats van de gebruikelijke hobo's), een fagot, trompetten, pauken, strijkers en orgelcontinuo.
- Het Kyrie bestaat uit twee adagiodelen die een contrasterend levendig fugato omvatten, onderbroken door een lyrisch Christe eleison voor solisten; de fugato en het Christe-deel is gebaseerd op materiaal uit de twee adagio's. De twee adagio-delen rond de fuga onderscheiden dit Kyrie van al Haydns andere miszettingen[9].
- Aan het begin van het Gloria sluit Haydn muzikaal aan bij de bewegingen van de Celebrant: als de priester zijn armen verheft voor het Gloria in excelsis Deo (Ere aan God in den hoge) stijgt ook de muziek en voor het et in terra pax (en in vrede op aarde) daalt de muziek zoals verwacht en tempert. Ook als de celebrant het hoofd buigt bij adoramus te (wij aanbidden U) tempert de muziek als tegenwicht van de climax op het glorificamus te (wij verheerlijken U). Haydn legt de muzikale wending op het te, dat geïsoleerd en geaccentueerd wordt, waarmee het het begin van een muzikale frase wordt in plaats van het eind van de tekstuele[9]. Het Gloria is, zoals bij Haydn gebruikelijk, uit drie delen opgebouwd, die elk aansluiten op de tekst: de ritmische krachtige opening, die tot een climax komt in het Glorificamus te, wordt tijdelijk vertraagd voor het Et in terra pax in mineur. Vervolgens brengt een plotseling wending naar de supertonica, C groot, het geheel naar een meer zachtmoedig centraal Gratias, waarbij de solisten een voor een invallen. Dan verandert het tempo snel voor het Qui tollis in c klein voor het koor met solopassages met een uitwerking van de muziek voor het Gratias. In het laatste deel, dat met het Quoniam tu solus Sanctus begint, wordt het thema van de solisten de basis van een koraalfugato. In de coda is een chromatische kadens die in zijn soort een aantal malen in de mis terugkeert.
- In het Credo laat Haydn de tekst ook muzikaal uitbeelden (et invisibilium: afnemen van toonhoogte en dynamiek; descendit: dalende lijnen) tegen een doorgaande beweging van het orkest. Het Et incarnatus est is solistisch[10]. De rust van het Et incarnatus est wordt voortgezet in het Cruxifixus, waarin de muziek uit het Et homo factus est uit het Et incarnatus est verder wordt ontwikkeld, afgesloten door het unisono van het koor dat het gezamenlijke geloof in de enige kerk moet uitdrukken. In het slot van het Credo geeft Haydn muzikaal uitdrukking aan de tekst - Et vitam venturi saeculi (En het leven na [na de opstanding] van de wereld die zal komen) - met de doorgaande lijn van een fuga en het blijmoedige karakter ervan, overgaand in meer lyrische zang van de solisten, voorafgaand aan het Amen.
- Het Sanctus met zijn feestelijk begin en de aansluitende stijging is betrekkelijk kort.
- Het sterk versierde Benedictus (in G) heeft een meer pastoraal karakter, maar met een groots centraal aandeel van het koor in de hoofdtoonaard (Bes) van de mis
- In het strenge Agnus Dei worden krijgshaftige fanfares van trompetten en pauken afgewisseld met lyrische en smekende partijen voor de solisten in het Dona nobis pacem die uiteindelijk de geluiden van de strijd doen verstommen.

## Geselecteerde discografie
- Theresienmesse, solisten, The English Concert & Choir o.l.v. Trevor Pinnock (met de Missa Sancti Nicolai) (DGG-Archiv, 437 807-2)
- Theresienmesse, solisten, Monteverdi Choir en de English Baroque Solists o.l.v. John Eliot Gardiner (met de 5 andere grote missen)(Decca, 3CDs, 475 101-2)